# Resolution 2027 des UN-Sicherheitsrates
Die Resolution 2027 des UN-Sicherheitsrates ist eine Resolution, die der Sicherheitsrat der Vereinten Nationen in der 6691. Sitzung am 20. Dezember 2011 einstimmig beschlossen hat. Durch sie wurde das UN-Büro um mehr als ein Jahr verlängert.

## Hintergrund
Schon in den UN-Resolutionen 1719, 1791, 1858, 1902 und 1959 beschäftigte sich der UN-Sicherheitsrat mit diesem Thema.

## Inhalt
Der UN-Sicherheitsrat beschließt in der Resolution die Regierung von Burundi weiter zu unterstützen. In den Bereichen der sozioökonomische Entwicklung, der Wiedereingliederung der vom Konflikt betroffenen Bevölkerung und der Vertiefung der regionalen Integration des Landes will sich die UN beteiligen. Mit dieser Resolution wird damit auch die Weitererhaltung des Bureau Intégré des Nations Unies au Burundi beschlossen.